# Hans Goldschmidt
Hans Goldschmidt (Berlino, 18 gennaio 1861 – Baden-Baden, 21 maggio 1923) è stato un chimico tedesco.

## Biografia
Fu uno studente di Robert Bunsen. Suo padre, Theodor Goldschmidt, era il fondatore della compagnia industrial-chimica in cui sia Hans che suo fratello lavorarono per diversi anni. Viene ricordato per alcune importanti scoperte come la termite, inventata nel 1893 che si sviluppa in un processo che viene chiamato anche "reazione Goldschmidt" o "processo Goldschmidt".